# Vampyr (joc video)
Vampyr este un joc video de rol de acțiune dezvoltat de Dontnod Entertainment și publicat de Focus Home Interactive. A fost lansat pentru Microsoft Windows, PlayStation 4 și Xbox One pe 5 iunie 2018 și pentru Nintendo Switch pe 29 octombrie 2019. Intriga relatează modul în care Jonathan Reid, un doctor care s-a transformat într-un vampir, este împărțit între Jurământul hipocratic și natura lui nou descoperită de sânge.
| Vampyr        | Vampyr                                                                                              |
| ------------- | --------------------------------------------------------------------------------------------------- |
| Developeri    | Dontnod Entertainment                                                                               |
| Editor        | Focus Home Interactive                                                                              |
| Directori     | Philippe Moreau                                                                                     |
| Producători   | Nicolas Simon                                                                                       |
| Designeri     | Guillaume Liechtele                                                                                 |
| Programatori  | Nicolas Sérouart                                                                                    |
| Artiști       | Gregory Z. Szucs                                                                                    |
| Scriitori     | Stéphane Beauverger                                                                                 |
| Compozitor    | Olivier Deriviere                                                                                   |
| Engine        | Unreal Engine 4                                                                                     |
| Platforme     | - Microsoft Windows - PlayStation 4 - Xbox One - Nintendo Switch                                    |
| Lansare       | - Microsoft Windows, PlayStation 4 și Xbox One - 5 Iunie 2018 - Nintendo Switch - 29 Octombrie 2019 |
| Gen           | Action role-playing                                                                                 |
| Moduri de joc | Single-player                                                                                       |

În timp ce unele bătălii de "șefi" sunt obligatorii, majoritatea luptelor pot fi evitate, iar jucătorul nu are obligația de a ucide inocenți pentru a termina jocul. Opțiunile de dialog sunt folosite pentru conversație sau pentru a hipnotiza oamenii acelui district. Aceasta acțiune ridică nivelul personajului principal (XP). Armele și abilitățile supranaturale sunt folosite în timpul luptei împotriva inamicilor. Situată în epoca gripei spaniole, Londra servește ca o lume semi- deschisă fictivă compusă din patru districte, acestea pot fi distruse pe baza acțiunilor jucătorului. Dacă districtul este "sterilizat/sanitized", nu vor mai exista vânătorii de vampiri și vor fi foarte puțini inamici. Dacă districtul este "sănatos/healthy", vor exista ceva inamici in zona aceea. Dacă districtul este "Stabil/Stable" pe harta vor apărea tot felul de bestii și vânători de Vampiri. Dacă districtul este în stare Criticală, cetățenii acelui district vor muri sau chiar vor dispărea. Iar dacă districtul este "ostil/hostile" toti cetațenii vor muri, alții se vor alătura vânătorilor de Vampiri (Pippa Hawkins[nefuncțională]
), iar harta v-a fi un haos total cu creaturi de nivelul 29-38.
Dezvoltatorii au cercetat decorul călătorind la Londra și consultând cărți de istorie și documentare. Vizualele au fost realizate având în vedere puncte de referință fictive și factuale. Olivier Deriviere a compus partitura originală și a infuzat-o cu muzică industrială. Jocul a fost întâmpinat cu recenzii mixte din partea criticilor, care au lăudat mecanica jocului, setările, dezvoltarea personajelor și actoria vocală, dar au criticat lupta, narațiunea generală, problemele tehnice, aspectele sistemului bazat pe alegeri și animațiile. Jocul a depășit un milion de exemplare vândute în decurs de 10 luni.

## Gameplay
Vampyr este un joc de rol de acțiune jucat dintr-o viziune third-person. Jucătorul îl controlează pe Jonathan E. Reid, un doctor care a fost transformat într-un Vampir și a cărui sete de sânge îl obligă să omoare oameni nevinovați (se poate hrăni prin sângele șoarecilor, fară a omorî nicio ființă până la sfârșitul jocului, ochii lui sunt normali atunci când niciun om nu este omorât, iar dacă mulți oamenii sunt morți, ochii lui devin roșii). Pentru a face acest lucru cu succes, el trebuie să studieze și să schimbe obiceiurile țintelor sale, să adune indicii și să mențină relații cu cei 64 de cetățeni aflați în grija sa la Londra, care servește ca o lume semi-deschisă fictivă construită în jurul centrelor de cartiere legate de alte zone. Un arbore de abilități facilitează îmbunătățirea abilităților, care este alimentat de punctele de experiență (XP) obținute din sânge și, alternativ, de investigații. Hrănirea cu sânge uman oferă sânge în plus față de deblocarea de noi puteri vampirice. Abilitățile pot fi activate manual și actualizate pasiv. Abilitățile active permit măsuri defensive, agresive, vindecătoare și tactice; abilitățile pasive măresc sănătatea, rezistența, bara de sânge și absorbția sângelui, deteriorarea mușcăturii și regenerarea și capacitatea de transport (a muniției sau a medicamentelor). 
Este posibil să terminați jocul fără a ucide cetățeni, ceea ce păstrează cel mai bine acoperirea lui Reid ca medic, dar îl lasă aproape incapabil să ridice nivelul. Uciderea nimănui nu deblochează unul dintre cele patru finaluri, dar Lady Ashbury supraviețuiește si pleacă în lume cu Jonathan. El poate transforma oamenii în vampiri ("pillars") și este capabil să intre într-o casă doar cu o invitație (sau cu nivel anumit de Mesmerize). Localnicii au fiecare medii, relații și rutine diferite. Dacă sunt uciși, își dau ultimul gând (". Abilitatea „Mesmerize” controlează comportamentul țintelor mai slabe, cum ar fi constrângerea lor în revelarea informațiilor sau ghidarea lor către zone mai puțin vizibile, astfel încât să se hrănească fără luptă. Cu medicamentele, Reid poate vindeca răniții și bolnavii, care, dacă sunt mâncați, vor da mai multe puncte de experiență ca urmare; rata afecțiunii lor poate fi vizualizată folosind simțul vampiric care detectează și sângele. Fiecare dintre cele patru districte are un scor bazat pe starea medie de sănătate a cetățenilor săi. Reid navighează prin Londra folosind un waypoint, iar documentele care pot fi colectate sunt împrăștiate prin oraș. 
Reid poate folosi arme de corp la corp improvizate, cum ar fi un ferăstrău, precum și arme de distanță, inclusiv Revolverul Webley (poate că cea mai buna armă din joc este Bâta cu Sârmă Ghimpată, este găsita la începutul jocului într-o canalizare). Acesta este capabil să utilizeze combo-uri cu trei lovituri, să se ferească de inamici, etc. El poate lupta împotriva altor vampiri ca el - aristocrații care se numesc Ekon Arhivat în 28 noiembrie 2021, la Wayback Machine.; vampiri care locuiesc în canalizare, cunoscuți sub numele de Skals Arhivat în 12 noiembrie 2020, la Wayback Machine.; Vulkodul[nefuncțională]
 - o rasă mai puternică de vampiri, uriași și cu puteri foarte avansate, asemănători vârcolacilor; Nemrod - vampiri care își vânează propriul tip; și Garda lui Priwen Arhivat în 13 noiembrie 2020, la Wayback Machine. - o societate secretă de vânători de vampiri. Sunt prezentate lupte cu "șefi" și, în unele cazuri, obligatorii. Reid este adaptabil la alte caracteristici ale vampirilor, precum ghearele unui Vulkod[nefuncțională]
. Îmbunătățirea armelor Arhivat în 13 noiembrie 2020, la Wayback Machine. prin este posibilă prin găsirea unor anumite componente/obiecte. În timp ce folosește puteri vampirice în luptă, bara de sânge a personajului se scurge. Acest lucru îl obligă să se hrănească, astfel încât să-și poată reface imediat forța. Cu vitalitatea obținută prin uciderea unei ființe umane, el poate fierbe sângele dușmanilor săi, poate arunca sulițe de sânge, poate arunca bombe cu ceață și poate deveni invizibil. Își folosește controlul asupra umbrelor pentru a se ascunde și a lovi adversarii. El poate folosi „Spring” pentru a scala locațiile și a încărca rapid peste goluri, care este, de asemenea, util pentru evitarea luptei. 

## Povestea
Doctorul Jonathan Reid, întorcându-se la Londra de la Primul Război Mondial în 1918, se trezește într-o groapă cu foarte multe corpuri, ca un vampir. Copleșit de pofta de sânge, el îl ucide din greșeală pe sora lui Mary (de fapt o transforma din greseala in vampir), care își căuta fratele în apropiere. Reid se adăpostește de vânătorii de vampiri într-o casă abandonată și începe să audă vocea lipsită de trup a creatorului său, o caracteristică tipică în descendenții vampirilor. Dându-și seama că Londra este abundentă cu cadavre, el urmează o urmă de sânge până la un bar. Barmanul îl arată pe Reid către William Bishop, un patron suspect. Bishop este prins hrănindu-se cu un bărbat pe nume Sean Hampton Arhivat în 11 noiembrie 2020, la Wayback Machine. și este ucis de vampirul Lady Ashbury Arhivat în 8 noiembrie 2020, la Wayback Machine.. Doctorul Edgar Swansea Arhivat în 19 octombrie 2021, la Wayback Machine. îl salvează pe Hampton Arhivat în 11 noiembrie 2020, la Wayback Machine. și îl angajează pe Reid să practice medicina la Spitalul Pembroke. 
După ce camera pacientului Harriet Jones Arhivat în 23 octombrie 2022, la Wayback Machine. este găsită acoperită de sânge și Hampton Arhivat în 11 noiembrie 2020, la Wayback Machine. dispare, Reid îl urmărește pentru interogare. Hampton Arhivat în 11 noiembrie 2020, la Wayback Machine. insistă că nu ucis-o pe Jones Arhivat în 23 octombrie 2022, la Wayback Machine. și îl îndreaptă către un refugiu subteran pentru vampiri corupți, cunoscut sub numele de Skals Arhivat în 12 noiembrie 2020, la Wayback Machine., unde se descoperă că Jones Arhivat în 23 octombrie 2022, la Wayback Machine. a falsificat moartea ei. Reid descoperă mai târziu un cadavru pe stradă cu broșa mamei Arhivat în 13 noiembrie 2020, la Wayback Machine. sale. El îl urmărește pe făptuitor spre cimitirul din Whitechapel și o găsește pe sora lui Mary cu mama lor Emelyne Arhivat în 13 noiembrie 2020, la Wayback Machine. (Mama Arhivat în 13 noiembrie 2020, la Wayback Machine. lui, poate fi salvată dacă nimeni nu a fost ucis), realizând că Mary a fost transformată într-un vampir în noaptea în care s-a hrănit cu ea. Mary intenționează să-l omoare pentru a scăpa de vocea lui, dar moare încercând. Reid promite să descopere ceea ce se află în spatele epidemiei Skal Arhivat în 12 noiembrie 2020, la Wayback Machine., despre care află că a fost confundat cu Gripa Spaniolă. 
Lady Ashbury Arhivat în 8 noiembrie 2020, la Wayback Machine. îl invită pe Reid în West End în numele Clubului Ascalon, o societate secretă de vampiri de vârstă înaltă. La ordinul liderului său Lord Redgrave Arhivat în 13 noiembrie 2020, la Wayback Machine., Reid înrădăcinează sursa Skals Arhivat în 12 noiembrie 2020, la Wayback Machine. din district. Swansea Arhivat în 19 octombrie 2021, la Wayback Machine. este răpit ulterior și, odată localizat, recunoaște că a încercat să o vindece pe Jones Arhivat în 23 octombrie 2022, la Wayback Machine. cu sângele lui Lady Ashbury Arhivat în 8 noiembrie 2020, la Wayback Machine., creând astfel epidemia Skal Arhivat în 12 noiembrie 2020, la Wayback Machine.; odată ce Ashbury Arhivat în 8 noiembrie 2020, la Wayback Machine. află, ea fuge rușinată. Se face cunoscut faptul că entitatea Myrddin Arhivat în 29 mai 2022, la Wayback Machine., pretendent la rolul de creator al lui Jonathan,l-a creat să o învingă pe mama sa Morrigan Arhivat în 13 noiembrie 2020, la Wayback Machine., cunoscută și sub numele de „Regina Roșie Arhivat în 13 noiembrie 2020, la Wayback Machine.”, după ce ea a posedat-o pe Jones Arhivat în 23 octombrie 2022, la Wayback Machine. pentru a face ravagii în Londra. Reid o învinge pe Morrigan Arhivat în 13 noiembrie 2020, la Wayback Machine. în luptă, hotărând apoi să călătorească după Lady Ashbury Arhivat în 8 noiembrie 2020, la Wayback Machine. la castelul familiei sale, unde s-a ascuns alături de creatorul său William Marshal Arhivat în 13 noiembrie 2020, la Wayback Machine., primul conte de Pembroke .

## Dezvoltarea Jocului
Dezvoltarea a început cu o echipă de 60 de oameni, ulterior extinsă la aproximativ 80, dintre care mulți au lucrat la proiectul anterior Life Is Strange al Dontnod Entertainment. Pentru o anumită perioadă de timp, dezvoltatorul a luat în considerare stabilirea jocului în America anilor 1950, dar după ce regizorul narativ Stéphane Beauverger s-a alăturat proiectului, a fost eliminat pentru a inspira o dispoziție mai gotică, cu accent pe pandemia de gripă spaniolă din 1918 în Londra. Picturile lui Phil Hale au influențat stilul de artă, de asemenea, în scopul atmosferei. Dontnod a cercetat decorul vizitând Londra și făcând fotografii însă, din moment ce orașul fusese în mare parte reconstruit, au fost consultate și cărți de istorie și documentare referitoare la Whitechapel, la London Docks și la Isle of Dogs. Sursele literare Istoria lichidă: Tamisa prin timp și Cartea expresiilor faciale: bebelușii către adolescenți au oferit o perspectivă geografică și, respectiv, antropologică timp ce seriile de televiziune Casualty 1900s și The Knick au fost apelate pentru informații medicale. Anthony Howell a fost angajat să-l exprime pe Jonathan Reid. Personajele și dialogul au fost scrise de doi scriitori francezi și traduse în engleză de doi vorbitori nativi. Dontnod a decis accentul britanic, deși departamentul de marketing dorea mai mult. Perioada a fost studiată folosind atât puncte de referință factuale, cât și puncte de referință fictive pentru a crea imagini, realizate cu iluminare fotorealistă și post-procese care rulează pe Unreal Engine 4. Captura de mișcare a fost utilizată pentru a urmări mișcarea personajului. În august 2016, obstacolele majore în dezvoltarea versiunii Xbox One au fost depășite cu asigurarea că nu vor exista degradări în ciuda dezavantajelor sale hardware. Jocul are un singur slot de salvare, o decizie luată de Dontnod pentru ca alegerile din joc să aibă „un impact real și semnificativ”; pentru a evita salvările corupte, au implementat sisteme de rezervă.  
Aderarea lui la jurământul hipocratic al lui Reid sau la natura vampirică intenționează să exploreze dualismul supraviețuirii sale atât ca medic, cât și ca vampir. Olivier Deriviere a fost compozitor pe tot parcursul dezvoltării, infuzând partitura cu muzică industrială pentru a înfățișa singurătatea și lupta interioară a personajului principal. Eric-Maria Couturier a cântat la violoncel, ale cărui sunete au fost destinate să treacă de la „emoțional” la „bestial”. Flautul de bas, pian, contrabasul și țambal (alese pentru modul în care reflecta acea perioadă la Londra) au fost de asemenea folosite, fiecare caracterizând un aspect al poveștii. Deriviere a văzut corul ca reprezentând o influență opresivă asupra personajului principal și a considerat că combinația sa cu muzica industrială era eficientă, având în vedere cantitatea de post-procesare. Coloana sonoră a fost lansată pe 3 mai 2018 pe Bandcamp și a fost lansată pe toate platformele digitale în ziua în care a apărut jocul. Vampyr a fost lansat în producție în mai 2018. 

## Lansare
După ce o problemă tehnică a întârziat de la data inițială de lansare din noiembrie 2017, Vampyr a fost reprogramat pentru Q1 / Q2 2018.  Episodul final al unui making-of video serie a arătat că ar fi lansat pe 5 iunie (pentru Microsoft Windows, PlayStation 4 și Xbox One). Cei care au precomandat jocul au obținut acces la conținutul descărcabil bonus numit „The Hunters Heirlooms”, care conținea produse cosmetice exclusive în joc. Dacă era precomandat prin intermediul unor comercianți selectați din Europa și Australia, a fost inclusă o înregistrare fonografică a coloanei sonore. 
În mai 2018, Dontnod a confirmat că Vampyr nu va folosi Denuvo Anti-Tamper, o tehnologie criticată pentru deteriorarea performanțelor computerului . Un trailer de lansare a apărut în luna următoare, care a dus la lansare. Două noi dificultăți, modul Story și Hard, lansate la 26 septembrie 2018. Vampyr a fost adăugat la Xbox Game Pass, un serviciu bazat pe abonament pentru jocurile Xbox One, la 28 martie 2019. O versiune Nintendo Switch dezvoltată de Saber Interactive a fost lansată pe 29 octombrie 2019. 

## Recenzii
Vampyr a primit „recenzii mixte sau medii”, conform agregatorului de recenzii Metacritic . Kevin Mersereau ' lui Destructoid s-a bucurat de conversațiile de dialog, atmosfera și dezvoltarea personajelor. Emma Schaefer de la EGM a declarat că dualismul lui Reid între doctor și vampir este cea mai mare forță a titlului, lăudând în același timp dezvoltarea personajului pentru că a pătruns „chiar și cel mai jos cerșetor” cu o oarecare importanță. Matt Utley la Game Revolution s-a bucurat de atmosferă, aspectul distinct al fiecărui district și aspectele luptei. Scriind pentru GameSpot, Justin Clark a fost impresionat de efectul deciziilor și de modul în care acest lucru s-a legat de jocul de bază, numindu-l „împuternicit”. De asemenea, el a felicitat caracterizările „captivante”, setarea „rafinată” și interpretarea vocală „captivantă”. Leon Hurley ' lui GamesRadar +, la fel ca Schaefer, a găsit convingătoare mecanica testării moralității lui Reid, numind personajele bine realizate și integrale. De asemenea, a aprobat „atmosfera londoneză victoriană atmosferică”. Brandin Tyrrel, scriind pentru IGN, l-a numit pe Vampyr „o viziune proaspătă și autentică” asupra mitologiei vampirilor. În general, a fost mulțumit de modul în care s-au desfășurat alegerile și a spus că recreația Londrei ca un „oraș sumbru” a fost susținută de personaje autentice, ale căror scrieri și spectacole le-a plăcut. Tyrrel a salutat povestea și s-a bucurat de mecanica cetățenilor, ceva ce Andy Kelly de la PC Gamer a apreciat, de asemenea, în speranța că mai multe jocuri video vor urma exemplul. El a numit povestea bazată pe dialog „convingătoare” și decorul „atmosferic”. Alice Bell de la VideoGamer.com a scris: „ Vampyr servește mâncăruri delicioase de angoasă și dramă cu o felie consistentă de sistem de alegere excelent, gri moral care te va surprinde cu adevărat, totul înfășurat într-o Londra minunată de posomorâtă". 
În schimb, Mersereau a certat narațiunea generală pentru contribuția sa „firească”. El a numit lupta „un knockoff Witcher de nivel scăzut”, plângându-se de lipsa de precizie și de mecanica „neglijentă”. Ecranele de încărcare lungi și blocările constante au fost, de asemenea, citate ca o sursă de enervare. Schaefer a disprețuit animațiile pentru că a fost „puțin șmecher” și pentru natura nepolitizată a jocului. Pentru Utley, Vampyr nu a reușit să-l impresioneze, în special dezvoltarea caracterului și impactul ales. De asemenea, a avut probleme tehnice (rezoluție scăzută, performanță „agitată” și timpi de încărcare lungi). Deja frustrat de luptă, Clark a spus că scăderea ratei cadrelor și ecranele de încărcare frecvente au agravat experiența. El a descoperit că narațiunea a devenit mai slabă în ultimele capitole. Hurley a privit lupta ca fiind „funcțională în cel mai bun caz”; „solid, dacă nu este inventiv”, și a pedepsit modul în care deciziile mici au dus la greșeli mari, pe care le-a simțit pierdute responsabilitatea pentru acțiunile cuiva. Tyrrel a citat sincronizarea buzelor ca o preocupare principală a animației, a criticat lipsa de varietate în luptă și a întâmpinat aceleași dificultăți tehnice ca Mersereau, Utley și Clark, deși a menționat că acestea s-au ridicat la supărări minore. Lui Kelly nu i-au plăcut secvențele de luptă „plictisitoare, repetitive” și, în ciuda faptului că a remarcat o varietate de stiluri de luptă, a văzut acest lucru în cele din urmă ca pe o distragere „obositoare”. De acord cu mulți alții asupra luptei, Bell a descris-o ca devenind continuu „acru”. 

### Vânzări și distincții
Focus Home Interactive a declarat că Vampyr ar fi considerat de succes dacă ar vinde un milion de exemplare, deși jumătate ar avea profit. A debutat în Marea Britanie, Germania și Franța ca cel mai bine vândut joc video în toate formatele, ajungând pe locul doi în topul italian (în spatele FIFA 18 ). Vampyr a vândut 450.000 de exemplare după o lună de lansare, contribuind la o creștere de peste douăzeci la sută din veniturile editorului pentru primul trimestru al anului 2018. În luna octombrie a aceluiași an, editorul l-a citat pe Vampyr ca fiind un factor cheie în veniturile sale de 44,3 milioane EUR în trimestrul II Până în aprilie 2019, Vampyr vânduse un milion de exemplare; aceste vânzări au contribuit la o creștere a veniturilor de 22,1% pentru Dontnod, echivalent cu o € 10.5 milioane de euro, o creștere foarte mare față de anul fiscal precedent . 
La E3 2017, Vampyr a primit unul dintre premiile Best of E3 de la GamesRadar + și a fost nominalizat la premiul Unreal Underdog al GamesBeat și la premiul pentru cel mai bun rol RPG al Game Critics Awards . Ulterior a fost nominalizat la premiul pentru cel mai bun joc de consolă, pentru cel mai bun scenariu și pentru cea mai bună coloană sonoră la Ping Awards 2018, și pentru „Cel mai bun joc de rol” la premiile Titanium, și a câștigat „Jocul original Premiul Role Playing la NAVGTR Awards, în timp ce celelalte nominalizări au fost pentru premiile „Original Dramatic Score, New IP” și „Use of Sound, New IP”. 

## Adaptare la televizor
În august 2018, s-a anunțat că compania de producție de televiziune Fox 21 Television Studios a ales Vampyr ca serie, cu Wonderland Sound and Vision și DJ2 Entertainment de asemenea atașate proiectului. McG, fondatorul Wonderland Sound and Vision, urmează să regizeze și va servi ca producător executiv alături de Mary Viola, Corey Marsh, Dmitri Johnson, Stephan Bugaj. 
1. ↑  Humble Store
2. ↑  Steam
3. ↑  Epic Games Store
4. ↑  All PS Now games A-Z (în engleză), arhivat din original la 3 iulie 2021, accesat în 5 iulie 2021
5. ↑   https://www.escapistmagazine.com/v2/2018/10/30/vampyrs-composer-wants-to-make-you-squirm/ Lipsește sau este vid: |title= (ajutor)
6. ↑   https://www.releases.com/p/vampyr Lipsește sau este vid: |title= (ajutor)
7. ↑  USK-Datenbank
8. ↑  USK-Datenbank
9. ↑  USK-Datenbank
10. ↑  USK-Datenbank
11. ↑  Nintendo eShop